# Love Struck
Love Struck (frei übersetzt Angeschlagene Liebe) ist ein US-amerikanischer Kurzfilm von 1986 unter der Regie von Richard Masur. Die Hauptrollen sind besetzt mit Joanna Kerns und Joe Spano. Fredda Weiss, Masurs Frau, die den Film produzierte, war für und mit ihm für einen Oscar nominiert.

## Handlung
Donna, eine junge Frau, die auf den ersten Blick etwas linkisch wirkt, aber äußerst liebenswert ist, versucht auf die ihr eigene unbeholfene Art, ihrem Schwarm Harry näherzukommen, für den sie Gefühle entwickelt hat. Getroffen haben sich Donna und Harry an einer Tankstelle und Harry hat Donna sofort gefallen. Donna kann erreichen, dass Harry sie auf einen Drink und später zum Abendessen einlädt. Als Harry Donna dabei hilft, notwendige Reparaturen an ihrem Haus vorzunehmen, trinken sie etwas zu viel Cognac, was dazu führt, dass sich Missverständnisse zwischen ihnen einschleichen, die das zuvor gute Einverständnis beträchtlich trüben.

## Hintergrund, Veröffentlichung
Produziert wurde der Film von Rainy Day Productions, bei der auch das Urheberrecht lag.
Fredda Weiss konnte sich bei der Nominierung des Films für einen Oscar mit dem von ihr produzierten Film nicht gegen Chuck Workmans Kurzfilm Precious Images durchsetzen, der eine Übersicht des amerikanischen Films der vergangenen 100 Jahre präsentiert.
Love Struck wurde erstmals am 1. Januar 1986 veröffentlicht. Am 24. November 1986 wurde der Film erstmals in Los Angeles vorgestellt.

## Auszeichnung
Oscarverleihung 1987
- Nominierung für Fredda Weiss in der Kategorie „Bester Kurzfilm“ (Live Action)